# Muzeu

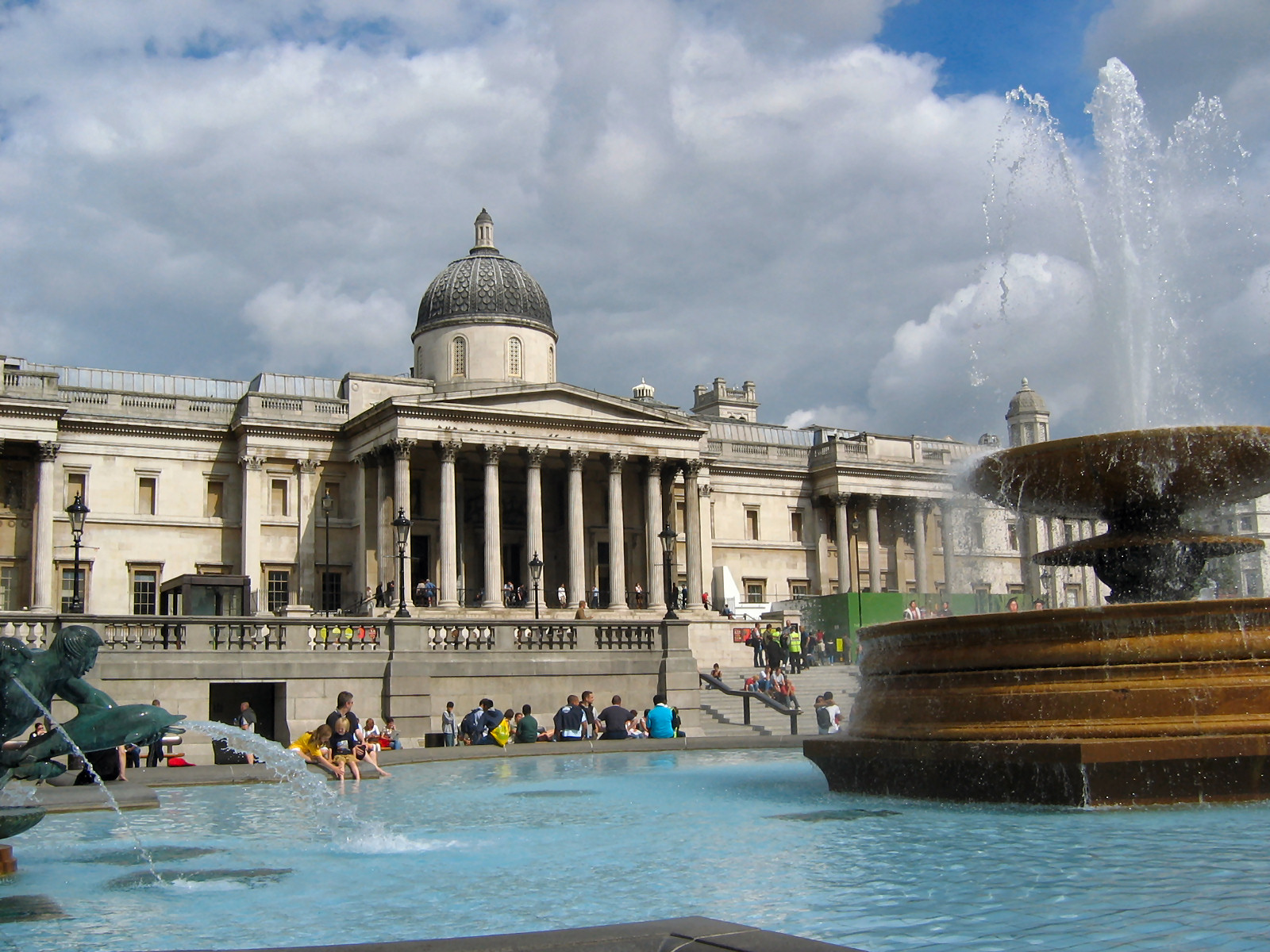
Galeria Națională din Londra, unul dintre muzeele faimoase ale lumii.

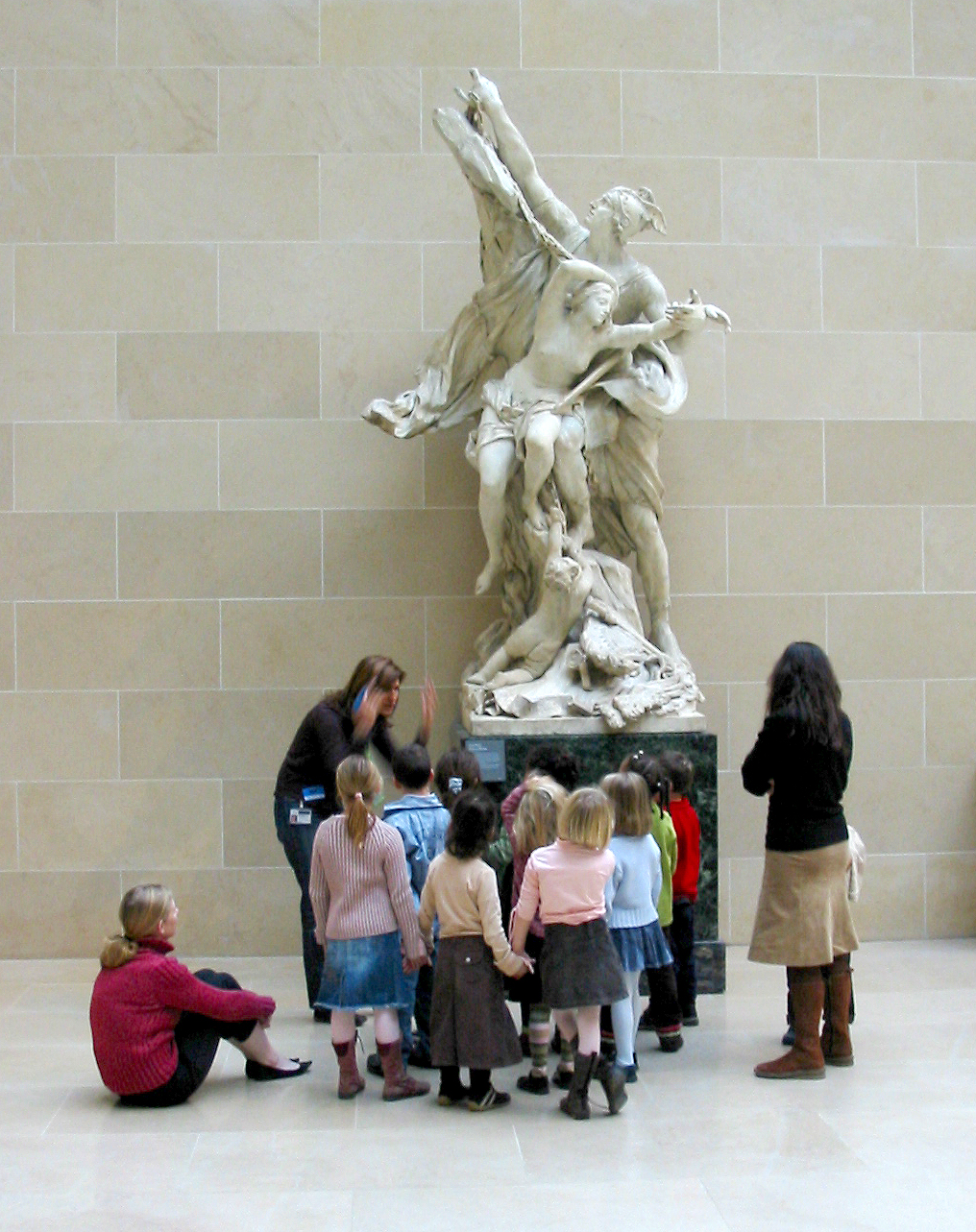
Copii de școală vizitând Muzeul Louvre din Paris, asistând la o lecție pe viu

Muzeul este o instituție permanentă, aflată în serviciul societății, deschisă publicului, care se ocupă cu strângerea, păstrarea, identificarea, catalogarea, analizarea, menținerea, conservarea și expunerea de diverse obiecte sau artefacte ce prezintă interes științific, istoric, artistic, tehnologic ș.a.m.d., în scopul studierii, educării, relaxării vizitatorilor, a oamenilor de știință.
Termenul de „muzeu” semnificã, de asemenea, clădirea propriu-zisă în care se găsesc păstrate, conservate și expuse acele obiecte, artefacte și/sau lucruri care au o legătură, într-un fel sau altul, cu civilizația umană.

## Etimologie
Cuvântul „muzeu” provine din latinescul museum (la plural musea), care la rândul său a fost preluat din greaca veche, mouseion, semnificând un loc sau un templu dedicat muzelor, divinități patronatoare a artelor și literelor în Grecia Antică. Ca atare, mouseion era, pentru grecii antici, o clădire special dedicată studiului și creației. Spre exemplu, unul din primele muzee create în istorie a fost un institut pentru filosofie și cercetare de pe lângă biblioteca din Alexandria, fondat de Ptolomeu I Soter în jurul anului 280 î.Hr.

## Tipuri de muzee

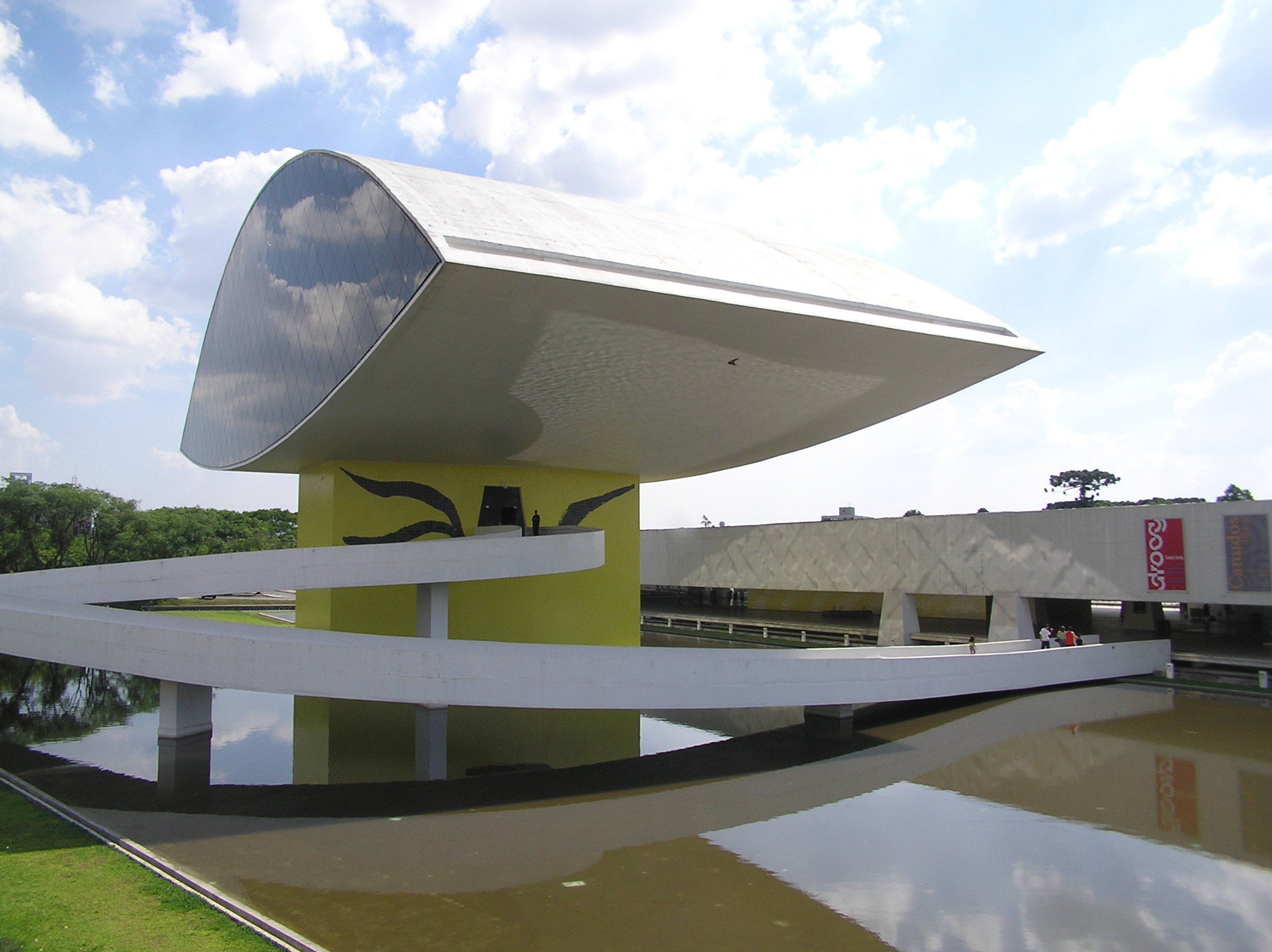
Muzeul Oscar Niemeyer din Curitiba, Brazilia

În timp ce muzeele din alte epoci aveau tendința de a fi universale, muzeele moderne se concentrează pe un subiect particular sau chiar aparțin uneia sau mai multor categorii, precum artă, artă modernă, arte vizuale, arte aplicate, arheologie, antropologie și etnologie, etnologie și folclor, filatelie, istorie, istorie culturală, istorie militară, istorie naturală, numismatică, tehnologie, știință. În cadrul acestor subiecte de interes, muzeele se pot specializa și mai departe, devenind muzee de agricultură, geologie, istorie locală, de istoria aviației, pedologie sau petrografie.
Orice muzeu are o colecție de fond de obiecte și/sau artefacte selecționate din domeniul specific de reprezentare. Toate piesele muzeelor sunt catalogate și inventariate, având o evidență a achiziționării și provenienței lor. Sunt de asemenea periodic supuse analizei stării lor de conservare și trecute regulat printr-un proces de menținere și restaurare. Colecțiile tematice au fiecare cel puțin câte o persoană responsabilă de menținerea, păstrarea, conservarea și expunerea artefactelor.